# 安妮·姬拉鐸
安妮·姬拉鐸（法語：Annie Girardot，1931年10月25日—2011年2月28日），生於法國巴黎，著名電影演員。

## 生平
1955年，演出她生平首部電影《餐桌上的十三個人》（法語：Treize à table）。

## 榮譽
1956年，獲得蘇珊娜·比安凱蒂獎（Prix Suzanne Bianchetti）。
1977年，法國凱撒電影獎最佳女主角獎。

## 外部連結
- Annie Girardot在互联网电影资料库（IMDb）上的資料（英文）
- 在AllMovie上安妮·姬拉鐸的頁面（英文）
- New York Times obituary （页面存档备份，存于）